# Saigon Heat (VBA)
Saigon Heat (Sài Gòn nóng bỏng) là đội bóng rổ chuyên nghiệp Việt Nam có trụ sở tại Thành phố Hồ Chí Minh, Việt Nam thành lập vào năm 2016. Đó là nhóm phát triển của Saigon Heat. Đội bóng hiện đang thi đấu ở Vietnam Basketball Association, Giải bóng rổ chuyên nghiệp Việt Nam đầu tiên.

## Đội hình
Lưu ý: Quốc kỳ cho đội tuyển quốc gia được xác định tại quy chuẩn FIBA. Các cầu thủ có quốc tịch không thuộc FIBA sẽ không được hiển thị.

## Lịch sử
Sau khi thi đấu xong mùa giải 2015–16, Heat công bố sẽ thi đấu giải bóng rổ chuyên nghiệp Việt Nam đầu tiên, Vietnam Basketball Association, nơi họ sẽ thành lập đội. Heat (VBA) bao gồm các cầu thủ local, với một số cầu thủ của ABL đang được phân phối giữa các đội VBA khác cho sự ngang bằng của giải đấu. Huấn luyện viên trưởng của Heat trong VBA 2017 là ông David Singleton.

## Thành tích các mùa bóng
| Mùa       | Huấn luyện viên | Mùa giải thông thường | Mùa giải thông thường | Mùa giải thông thường | Mùa giải thông thường | Post Season | Post Season | Post Season | Post Season |
| Mùa       | Huấn luyện viên | Thắng                 | Thua                  | % Thắng               | Kết thúc              | Thắng       | Thua        | % Thắng     | Kết quả     |
| --------- | --------------- | --------------------- | --------------------- | --------------------- | --------------------- | ----------- | ----------- | ----------- | ----------- |
| 2016      | Tony Garbelotto | 11                    | 5                     | .688                  | 1st                   | 0           | 2           | .000        | Bán kết     |
| Tổng cộng | Tổng cộng       | 11                    | 5                     | .688                  |                       | 0           | 2           | .000        |             |